# Dekha Ibrahim Abdi
Dekha Ibrahim Abdi (Somalí: Deeqa Ibraahim Cabdi, Wajir 1964 - Nairobi 14 de juliol de 2011) va ser una activista de pau kenyana amb seu a Mombasa, Kenya. Va treballar com a consultora d'organitzacions governamentals i de la societat civil. Era d'ètnia somalí.

## Vida personal
Dekha va néixer el 1964 a Wajir. Estava casada amb el doctor Hassan Nurrow Abdirahman amb qui va tenir quatre fills. La parella es va divorciar el 2007 i el 2009 es va casar amb Abdinoor, un oftalmòleg somali kenyà.

## Carrera
Dekha va ser administradora de la Coalició per la Pau a l'Àfrica (COPA) i de NOMADIC, una organització pastoral amb seu a Wajir. També va ser membre fundadora del Comitè de Pau i Desenvolupament de Wajir, la Coalició per la Pau a l'Àfrica, ACTION (Acció per a la transformació dels conflictes) i l'Oasi de la pau i la regeneració (PRO).
Dekha va treballar com a formadora consultora en la construcció de pau i el desenvolupament de pastors amb moltes agències locals i internacionals de diversos països, inclosos Cambodja, Jordània, Etiòpia, Somàlia, Sud-àfrica, Països Baixos, Israel, Palestina, Zimbabwe, el Regne Unit, Uganda i Kenya. També va ser associada de Responding to Conflict i anteriorment va treballar com a entrenadora i coordinadora d'aprenentatge de RTC. Algunes de les seves idees de mediació i construcció de pau es poden llegir al llibre "Mediation and Governance in Fragile Contexts: Small Steps to Peace" (Mediació i governança en contextos fràgils: petits passos per a la pau) que es va publicar el 2019. Els clips d'àudio de les entrevistes de 2010 i 2011 amb Dekha es poden trobar en línia.

## Premis
El 2007, Dekha va rebre el Right Livelihood Award. El jurat la va felicitar "per mostrar en diverses situacions ètniques i culturals com es poden conciliar diferències religioses i d'altres, fins i tot després d'un conflicte violent, i unir-les mitjançant un procés cooperatiu que condueix a la pau i al desenvolupament".
També va ser guardonada amb el Premi de la pau i la reconciliació de Gernika el 2008 i el Premi Hessian de la Pau d'Alemanya el 2009.

## Mort
El 7 de juliol de 2011, Dekha, el seu marit Abdinoor i el seu conductor es dirigien a una conferència de pau a Garissa, quan el seu cotxe va xocar contra un camió. El seu marit i el conductor van morir a l'instant. Dekha va patir ferides greus i va ser traslladada a Nairobi. Va morir poc després a l' Hospital Aga Khan a les 11.45 del matí, el 14 de juliol de 2011. Tenia 47 anys.